# 欧纳特
欧纳特（法語：Aunat，法語發音：[onat] ⓘ）是法国奥德省的一个市镇，属于利穆区。

## 地理
欧纳特（42°47'38"N, 2°5'43"E）面积10.62 平方千米，位于法国奧克西塔尼大區奥德省，该省份为法国南部沿海省份，北起塔恩省，西北接上加龙省，西接阿列日省，南至东比利牛斯省，东临地中海，东北与埃罗省接壤。
与欧纳特接壤的市镇（或旧市镇、城区）包括：贝塞德德索、埃斯库卢布尔、丰塔内斯德索、茹库、罗多姆。

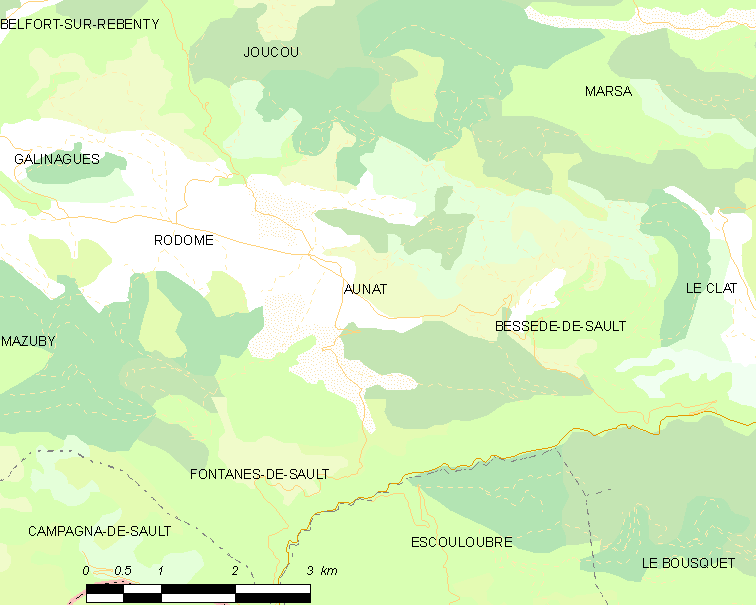
欧纳特的OSM定位图

欧纳特的时区为UTC+01:00、UTC+02:00（夏令时）。

## 行政
欧纳特的邮政编码为11140，INSEE市镇编码为11019。

## 政治
欧纳特所属的省级选区为上奥德河谷县。

## 人口

1962-2008年间欧纳特人口变化图示

欧纳特于2022年1月1日时的人口数量为61人。